# Lise Birk Pedersen
Lise Birk Pedersen (født 1974), er en dansk filminstruktør og manuskriptforfatter.

## Filmografi
- Tutti a casa - Al magt til folket? (2016) - Dokumentarfilm
- Putins kys (2012) - Dokumentarfilm
- Pockets of resistance (2011) - Dokumentarfilm
- Nastyas hjerte (2010) - Dokumentarfilm
- Dear God (2006) - Dokumentarfilm
- Margarita (2003) - Dokumentarfilm
- Forføreren (1999) - Dokumentarfilm